# プロ野球ネットワーク
プロ野球ネットワーク（プロやきゅうネットワーク）は、TBSラジオが制作し、JRN系列で生放送されていた、プロ野球を中心としたスポーツ情報番組。

## 概要
プロ野球シーズン期のナイター中継がない日や雨天中止時の代替番組（雨傘番組）として放送される。また、大阪地区のネット局が異なる金曜日（以前は月曜も）のみ、それへの配慮として番組名が『プロ野球東西南北』（プロやきゅうとうざいなんぼく）と変わるが、根本的な内容の差はない。新聞のラジオ欄では字数の関係で「プロ野球NW」と省略表記になっている場合もある。
かつては19時から21時に『小川哲哉・歌謡曲で全力投球!!→ナイターミュージックランド』（火・水・木・土・日曜）または『生島ヒロシ・歌謡曲で大盛況!!→ナイターミュージックライブラリー』（月・金曜）を放送し、本番組は18時台のみの放送となっていたが、現在は本番組が3時間枠での放送となっている。
なおJRNには東京ヤクルトスワローズ主管試合（日本選手権シリーズを除く）の放送権が与えられていないため、当日のナイターがヤクルト主管試合のみである場合には当番組を放送することがある。
巨人主催がRFラジオ日本・TBSラジオ＝JRNの複占だった時代は、中国放送では、火・土・日曜日に対広島戦以外でもNRNに切り替えてヤクルトまたは大洋→横浜主催試合を対巨人戦を中心にを放送することがあったため、ナイターがこの2球団のどちらかの主催の1試合のみ開催の場合は、年度によっては雨傘番組もNRN（火曜＝ニッポン放送、土・日曜＝文化放送）配給のものに切り替えることがあった。
また1980年代の極一時期、月曜日に予めナイターが組まれていない場合に別の予備番組「マンデーナイトベースボール」という番組があったが、現在JRN月曜ナイターを放送することは殆どなくなり、また、2010年からTBSラジオでは土曜・日曜のナイター中継を原則として休止としたため、後述の通り多くは文化放送幹事のNRNナイターに切り替えたり、ナイターの中継自体を止めた局 もあるため、JRNとしては現在月・土・日曜日のナイター用予備番組編成は組まれていない。
ナイターカードがない日は、TBSでは途中で飛び降りて独自の関東ローカル特番を放送し、21:00まではJRN系列局へ裏送りされるする場合もある（スペシャルウィーク等の場合は全編を関東ローカル特番に差し替える場合もあるほか、直近で国政選挙が行われた場合には全編を日曜定時番組の振替放送に差し替える場合もある）。逆に、本番組が放送される場合、TBSラジオのみのローカルで21時台に放送される『エキサイトベースボールジョッキー』も本番組の体裁を生かした内容となるため、その場合はTBSラジオでは事実上4時間の放送となる。ただし、21時台のみに特番を編成する場合もあり、その場合はネット局一斉に終了する。
また、朝日放送は『堀江政生のほりナビ!!』の拡大版や阪神関連の特別番組、毎日放送では『MBSベースボールパーク番外編』、CBCラジオは『ドラ魂ナイト』、北海道放送では『ファイターズDEナイト!』、RKB毎日放送では『ホークス花の応援団』に差し替える場合がある。
概ね、18時台は最近のプロ野球のハイライトや今後の展望、19・20時台は特定のプロ野球のチームや選手にスポットを当てたトピックや特集番組（元から試合がない日は18時台も）を構成するが、祝日開催などで全試合がデーゲームである場合はデーゲーム回顧を18・19時台にかけて送る場合がある（2015年5月5日、6日など）。デーゲームハイライトは原則として当日のJRNナイターの配信局の体裁に沿って、各系列局が制作したものを放送するが、東北放送と中国放送については水・木・金曜日は、他のAM1局地域の局と同じNRNのものが本線であるので、実況音源を裏送りしてもらうか、ローカル放送で中継したものをNRNラインとの共有とする場合もある。
また巨人軍が主管する試合については、TBSラジオが中継しない場合に2016年から業務提携によりJRNナイターのネットの対象 に加えられたアール・エフ・ラジオ日本提供の音源を放送する物がある。
さらにTBSは巨人戦（日によってはTBS資本があるDeNA戦も）、ABC・MBSは阪神戦をメインカードとするため、同日に開催される同地区裏開催の試合についても素材送りのみに使ったテープを放送する。TBSラジオのみで放送するナイター開催時の「エキサイトベースボール」においても、実況速報のところ（主にイニング間インターバル明けと、クッション枠の「エキサイトベースボールジョッキー」）で、系列各局が実際に放送したか、素材裏送りしてもらった音源を使うこともある。
火曜日（2009年までの土・日曜も含む）は、多くのクロスネット局がJRNナイターを放送するため、18時台を中心に飛び乗りを設けている局があり、適宜話題の途中でも強制的にCM、あるいはいったんフェードアウトしたうえでタイトルジングル→挨拶を入れる。
なお、通常エキサイトベースボールのスタジオパートで放送している関東ローカルの交通情報・天気予報・ニュースなどは楽曲をかけている途中（TBSラジオのみ楽曲をBGMとして、交通情報などを放送）、もしくは一部CM枠を短縮して放送していた。

## 出演者
日替わりで、TBSアナウンサーや女性フリーアナウンサー（山田美幸ほか）、TBSプロ野球解説者らが数名出演する。また、年によっては野球愛好家のタレント（磯山さやか・宮崎瑠依ほか）が出演することもある。
- 試合がすべてデーゲームの場合は、その試合を取材したJRN系列局のアナウンサーが電話出演する場合がある。
- フルバージョンで放送する場合は二部構成、三部構成になる場合があり、その場合は出演者も入れ替える。概ね、女性は3時間通し、男性は入れ替え制（2部構成である時は20時を境として）である。
- 2008年には1時間のカープ特集をRCCの坂上俊次アナウンサーの司会で行ったことがある。
- プチ鹿島がスポーツ新聞の記事をもとにトークを繰り広げる「プチ鹿島のスポーツ紙大将」が放送されることがある。
- 衣笠祥雄がパーソナリティを担当し、衣笠自らが選曲した洋楽を数曲流す音楽企画「鉄人ミュージック」が20時台で放送されることがある。アシスタントは、毎回異なるが、宮崎瑠依が担当することが多い。

### 2016の放送実績
進行キャスター（場合によってはインタビュアーも担当する）
山田美幸、宮崎瑠依、平原沖恵、白井京子、うえむらちか
およびTBSのスポーツ担当アナウンサー
TBSプロ野球解説者
主に青島健太、緒方耕一、定岡正二ほか
タレント・その他
プチ鹿島（芸人）、加藤弘士（スポーツ報知プロ野球デスク）、中溝康隆（スポーツライター）、大山くまお（コラムニスト）（「プチ鹿島のスポーツ紙大将」　2016年5月5日、2016年6月21日、2016年9月22日=以上3回20時台のみ、2017年5月4日=21時台、2017年6月21日=18時台から3時間　後者2名は2017年6月21日が初出演）

### 過去
進行キャスター・アシスタント
石川伸子、宮原あつき、半田あい、磯山さやか、（以下TBSアナウンサー）岡村仁美、林みなほ、高畑百合子ほか
インタビュアー
福井仁美、岡村麻純、荒井千里ほか
TBSプロ野球解説者
盛田幸妃

## ネット局
全てナイターの無い日に放送。放送時間の早い順から記載。
ネット局の放送開始・飛び乗り時間はナイター中継に準ずる。ただし、ナイター中継時と飛び乗り時間が異なる局もある。TBSラジオにおけるナイター枠は相当で17:50 - 21:00。21時台はエキサイトベースボールジョッキー扱いとなり、ジングルもエキサイトベースボールジョッキーのものを使用する。
主にクロスネット局のJRN担当日は火曜に放送している。
なお2016年7月21日の放送は、TBSラジオ以外のネット各局（HBC、CBC、ABC、RKB）に向けた裏送りのみとなる。これは7月10日に行われた参議院議員通常選挙の開票速報実施により、日曜付の協賛スポンサー付き定時番組が一部放送出来なかったことによる代替として、この日のナイター相当枠（ナイター自体はこの日開催無し）に振り替え放送を行うためによるもの。
| 放送対象地域      | 放送局名                          | 放送時間                  | 備考          |
| ----------------- | --------------------------------- | ------------------------- | ------------- |
| 関東広域圏        | TBSラジオ                         | 火曜 - 金曜 17:50 - 22:00 | 製作局        |
| 中京広域圏        | CBCラジオ                         | 火曜 - 金曜 17:53 - 21:00 |               |
| 福岡県            | RKB毎日放送（RKB）                | 火曜 - 金曜 17:55 - 21:00 |               |
| 北海道            | 北海道放送（HBC）                 | 火曜 - 金曜 17:57 - 21:00 |               |
| 近畿広域圏        | 朝日放送（ABC）                   | 火曜 - 木曜 17:55 - 21:00 | [ 13 ] [ 14 ] |
| 宮城県            | 東北放送（TBC）                   | 火曜 17:57 - 21:00        | [ 15 ]        |
| 広島県            | 中国放送（RCC）                   | 火曜 17:57 - 21:00        | [ 15 ] [ 16 ] |
| 新潟県            | 新潟放送（BSN）                   | 火曜 18:00 - 21:00        |               |
| 富山県            | 北日本放送（KNB）                 | 火曜 18:15 - 21:00        |               |
| 徳島県            | 四国放送（JRT）                   | 火曜 18:15 - 21:00        |               |
| 秋田県            | 秋田放送（ABS）                   | 火曜 18:20 - 21:00        |               |
| 山梨県            | 山梨放送（YBS）                   | 火曜 18:20 - 21:00        |               |
| 福井県            | 福井放送（FBC）                   | 火曜 18:20 - 21:00        |               |
| 静岡県            | 静岡放送（SBS）                   | 火曜 18:20 - 21:00        |               |
| 岡山県            | 山陽放送（RSK）                   | 火曜 18:20 - 21:00        |               |
| 島根県・鳥取県    | 山陰放送（BSS）                   | 火曜 18:20 - 21:00        |               |
| 山口県            | 山口放送（KRY）                   | 火曜 18:20 - 21:00        |               |
| 香川県            | 西日本放送（RNC）                 | 火曜 18:20 - 21:00        |               |
| 高知県            | 高知放送（RKC）                   | 火曜 18:20 - 21:00        |               |
| 青森県            | 青森放送（RAB）                   | 火曜 18:25 - 21:00        |               |
| 長野県            | 信越放送（SBC）                   | 火曜 18:25 - 21:00        |               |
| 山形県            | 山形放送（YBC）                   | 火曜 18:28 - 21:00        |               |
| 岩手県            | IBC岩手放送（IBC）                | 火曜 18:30 - 21:00        |               |
| 石川県            | 北陸放送（MRO）                   | 火曜 18:30 - 21:00        |               |
| 和歌山県          | 和歌山放送（wbs）                 | 火曜 18:30 - 21:00        |               |
| 愛媛県            | 南海放送（RNB）                   | 火曜 18:30 - 21:00        |               |
| 長崎県 （佐賀県） | 長崎放送（NBC） （NBCラジオ佐賀） | 火曜 18:30 - 21:00        |               |
| 福島県            | ラジオ福島（rfc）                 | 火曜 18:45 - 21:00        |               |
| 大分県            | 大分放送（OBS）                   | 火曜 19:00 - 21:00        |               |
| 熊本県            | 熊本放送（RKK）                   | 火曜 19:00 - 21:00        |               |
| 宮崎県            | 宮崎放送（MRT）                   | 火曜 19:00 - 21:00        |               |
| 鹿児島県          | 南日本放送（MBC）                 | 火曜 19:00 - 21:00        |               |
| 沖縄県            | 琉球放送（RBC）                   | 火曜 19:00 - 21:00        | [ 17 ]        |
| 近畿広域圏        | 毎日放送（MBS）                   | 金曜 18:00 - 21:00        | [ 13 ]        |

## 本番組廃枠以降の対応
2017年限りで『TBSラジオ エキサイトベースボール』が終了したことで、JRNナイターの全国向け中継も廃止された。これにより、本番組も2018年以降は編成されないことになった。2018年度の時点で、JRN系列局でプロ野球中継を続ける局については、本番組の後番組に以下の番組を設定している（ただし、全曜日のナイター中継を原則NRNに統一した静岡放送と中国放送については記さない）。
- 北海道放送
  - ナイターの後座番組「ファイターズDEナイト!」の拡大版「ファイターズDEナイト!スペシャル」を放送。2022年時点はこれに加えて「スポーツ＆ミュージックスタジアム「フルカウント！」」（かつてナイターオフに放送されていた、スポーツアナウンサーが進行する番組）や、「Music Delivery BAN BAN RADIO!」（ナイターオフの音楽番組）の特別版が放送されることもある。
  - ただし、新型コロナウィルスの影響でプロ野球の開幕が延期された2020年は、開幕までの間、JRNナイターの後番組でもある「アフター6ジャンクション」をつなぎ番組としてネットした。
- 東北放送（火曜のみ）
  - 基本的には「TBCパワフルベースボール」のスタジオバージョンとして「TBCパワフルベースボールスペシャル」（「TBCナイタースペシャル」とも呼称）を編成する。ただし、当初から中継予定がない場合は「あっつあつ☆らじお」の特別版「夜のあっつあつ☆らじお」、もしくは単発の特別番組を編成する場合がある。2020年は前年度ナイターオフで放送された「Come 火6 Sports」の特別版を放送することがある。
- CBCラジオ
  - ナイターの後座番組「ドラ魂ナイト」の拡大版「ドラ魂ワイド!!」を放送。ただし2018年は、当初から中継予定がない日はこれに代わり「大谷ノブ彦のキスころ」の特別版「大谷ノブ彦のキスドラ」を放送する場合があった。
- 朝日放送ラジオ（火曜 - 木曜）
  - 以下のいずれかの対応となるが、いずれも「ABCフレッシュアップベースボール」の枠内コーナーの体裁を採る。

  1. 主に雨天中止時には、18時台は「武田和歌子のぴたっと。」の拡大版「ぴたっと。延長戦」を放送。続けて19時台以降は、2018年は後座番組「9〜ジックナイト!」の拡大版「フライング9〜ジック」を送り、2019年以降は「ABCフレッシュアップベースボール スペシャルバージョン」と題してスタジオ担当の田淵麻里奈が一人で進行している。ただし高校野球期間など武田が不在の場合は、18時台を「プロ野球情報」に差し替えるケースと、19時台以降の内容を18時台からの3時間に拡大するケースがあり、「ぴたっと。」が終了した2021年度以降は平常時も後者の形式で統一された。なお、2018年については阪神戦非開催（中止含む）かつ京セラドームでのオリックス主催ナイターの開催がない場合も、基本的には他球場の中継はネットせずにこの対応としていたが、実際には平成30年7月豪雨をはじめとした悪天候により阪神戦の中止が相次ぎ、この事例が多発。そのため、2019年は「9〜ジックナイト!」が終了したという事情も重なり、自社制作のオリックス戦以外にも、JRN系列局・RFラジオ日本・文化放送制作の他球場中継も予備カードとして設定することになったため、この事例の発生ケースは減少した。
  2. 基から中継予定がない日は、2017年度よりナイターオフに放送されている「伊藤史隆のラジオノオト」のスペシャル版や、月曜日に放送されている「ガチ虎!」のスペシャル版、またはそれ以外の単発番組を放送。阪神戦ナイターの開催予定が元から無く、京セラドームでのオリックス主催ナイターがある場合に、オリックス戦中継（文化放送・北海道放送・東北放送・CBCラジオ・RKB毎日放送〈火曜日は山口放送・長崎放送・大分放送・熊本放送・南日本放送も。交流戦の対広島戦は中国放送も〉へネットする場合あり）を行うかこれらの単発番組による対応とするかはその時々により異なる。
- 毎日放送（金曜のみ）
  - 以前から日曜日の雨傘番組として編成されている「MBSベースボールパーク番外編」を金曜日にも編成する。
- RKB毎日放送（火曜のみは山口放送・長崎放送・大分放送・熊本放送・南日本放送にも適用）
  - 2018年度は、RKBにてナイターの前後に放送される「鬼スポ!花の応援団」の拡大版「もっと鬼スポ!花の応援団」を放送。なお、ソフトバンクの一軍のナイターならびに二軍の主催ナイターの開催予定がない場合や、放送権のないヤクルト主催の交流戦開催時は、2018年の場合、4 - 6月は他球場の中継をネットせずに同番組を放送することが多かったが、火曜日については九州・山口地区のネット局への対応を兼ねてJRN系列局・文化放送・RFラジオ日本からパ・リーグを優先して他カードをネット受けすることがあった。また7月は水 - 金曜でも同様に他カードをネット受けする予定が組まれていた。ソフトバンク戦開催予定があり、雨天中止となった場合は、予備カード（JRN系列局・RFラジオ日本および文化放送制作。火曜日は各ネット局も同一）を設定してそれを昇格させるか、予備補充をせず同番組を昇格させるかはその時々により異なっていた。
  - 「鬼スポ!花の応援団」が終了した2019年度は、ソフトバンクの一軍のナイターならびに二軍の主催ナイターの開催予定がない場合も極力他球場の中継のネット受けを行ったうえで、予備も含めた全試合が中止、もしくは中継予定がない場合に「ホークス花の応援団 集会所」を放送する。なお、当初から中継予定がない日のうち月1回の割合で、「集会所」ではなく前年度のナイターオフ番組として放送された「ホークス&スポーツ」の特別版を放送するほか、NRN独占カードである「ヤクルト対ソフトバンク」開催日の一部には、「歌謡曲ヒット情報」の復活特番「歌謡曲ヒット情報 番外編」を編成している。
  - 2021年度は前述の番組に代わり「Be colorful Spice」と題した特別番組枠を編成して対応した。2022年度はこの枠名こそなくなったが、中継予定試合がない場合は日替わりの特別番組を編成している一方、予備も含めた全試合が中止時は「ホークスもっと!応援団」の特別版を放送している。

## 関連番組
- TBSラジオ エキサイトベースボール
- HBCファイターズナイター
- TBCパワフルベースボール（JRNラインは火・土・日。但し土・日は楽天のナイトゲームが在京球団本拠地で行われる場合NRNライン＝文化放送制作で放送され、楽天主催試合の場合もその日のネット局の状況によって自社本番がNRN扱いに切り替えられることもある）
- CBCドラゴンズナイター
- MBSベースボールパーク（JRNラインは月・金。加えて土・日は阪神及びオリックスのナイトゲームが行われる場合、本来のLF-MBSラインとの兼用でJRN各局への配信を行う）
- ABCフレッシュアップベースボール（JRNラインは火・水・木。加えて土・日は阪神及びオリックスのデーゲームが行われる場合にJRN各局への配信を行う。この場合、同一地域のNRN局への配信はMBSの担当となる）
- RCCカープナイター（JRNラインは月・火と土・日デーゲーム。但し火曜のヤクルト主催ゲームは放送権の都合で、土・日は広島のナイトゲームが在京球団本拠地で行われる場合NRNライン＝火曜はニッポン放送、土日は文化放送制作で放送。さらに火曜以外の広島主催試合はその日のネット局の状況によって自社本番がNRN扱いに切り替えられることもある。2015年からは機材・回線運用の合理化のためナイターイン編成での土・日ナイトゲームをビジターのネット受け・広島主催試合の自社本番ともNRNに一本化した）
- RKBエキサイトホークス
- ラジオ日本ジャイアンツナイター（全試合デーゲーム開催で、RFがJRN系列局に個別ネットを行った際には、実況音源を本番組に提供することがある）
- ラジオ日本マリーンズナイター（2017年から屋内球場の裏開催でJRNの予備順位が低く、TBSが素材収録を行わなかった際には、実況音源を本番組に提供することがある）
- ニッポン放送ショウアップナイター（NRNキー局ではあるが、2018年から主に土・日にJRN系列局への西武及びロッテ主催試合のネットおよび裏送りを実施）
- 文化放送ライオンズナイター／文化放送ホームランナイター（NRNキー局ではあるが、2018年から主に平日にJRN系列局への西武及びロッテ主催試合のネットおよび裏送りを実施）
- ザ・トップ5（2015年5月7日放送。この日は基からプロ野球自体の試合がなかったので、TBSでは22時までの4時間、その他のネット局では3時間を通してプロ野球のランキングに特化した特集を放送）

## 他局の雨傘番組
- SET UP!!（文化放送）
- （ショウアップ）ナイタースペシャル（ニッポン放送）
- ナイタースタジオ特集 麻布台スタジアム（アール・エフ・ラジオ日本）